# インペラートル・アレクサンドル3世 (戦艦・初代)
インペラートル・アレクサンドル3世（ロシア語:Император Александр III）は、ロシアで建造された戦艦である。ロシア帝国海軍では艦隊装甲艦（эскадренный броненосец）に分類された。いわゆる前弩級戦艦であるボロジノ級の2隻目である。艦名はロシア皇帝のアレクサンドル3世に由来する。

## 艦歴
1899年8月22日/9月5日建造開始。1900年5月11日/23日起工。1901年7月21日/8月3日進水。
日露戦争時はバルチック艦隊に所属し、同型のクニャージ・スヴォーロフ、ボロジノ、オリョールと共に第1戦艦隊を組織する。バルチック艦隊が第2太平洋艦隊として極東派遣が決定されるとこれに参加し、苦難の末の1905年5月27日、日本海海戦に参戦することになる。
同艦は旗艦クニャージ・スヴォーロフに続く2番艦として艦長のニコライ・ブフヴォストフ大佐のもと戦った。14時30分に旗艦クニャージ・スヴォーロフが舵機が破壊され急回転した際、異変を察したブフヴォストフはすぐさま先頭に立ち嚮導艦として艦隊を率いたが、日本海軍の砲火が集中し僅か15分でインペラートル・アレクサンドル3世も猛火に包まれ列外に出た。一度は回復して再び嚮導艦となるが、16時からの砲戦で再び列外に出た。
18時頃からの砲戦では10隻の主力艦列で6番目に位置していたが、艦首が破壊されて左舷に傾いており、程なく左側へ脱出したが乗員の必死の復旧も実らず19時頃左舷より転覆して沈没する。後続艦ナヒモフから数人が艦から滑り落ちるように脱出する姿が遠望されたが、生存者は見つからず乗員全員が戦死した。なお後続艦はインペラートル・アレクサンドル3世に続行しており、オリョールなどの列から外れ四分五裂となったところを各個撃破されている。
1905年9月2日/15日除籍。